# Bini (음악 그룹)
Bini(비니) (이전 Star Hunt Academy Girls 또는 SHA Girls)는 ABS-CBN의 Star Hunt Academy(SHA)를 통해 2019년 결성된 필리핀 걸그룹이다. 아이아, 콜레트, 말로이, 그웬, 스테이시, 미카, 조안나, 쉬나 총 8명의 멤버로 구성됐다.
Bini는 SHA에서 3년간의 훈련을 거쳐 2021년 6월 11일 싱글 "Born to Win"으로 데뷔했다. 데뷔 전인 2020년 11월 20일 프리 데뷔 싱글 '다 코코넛 넛(Da Coconut Nut)'을 발표했다. 이후 '국민 걸그룹'으로 불리며 폭넓은 인지도를 쌓았다. 대중음악과 필리핀 팝음악. 그들은 Spotify에서 가장 많은 월간 청취자를 보유한 최초의 필리핀 팝 그룹이 되었다. 빌보드의 필리핀 노래 차트에서 처음으로 1위를 차지했다. 그들은 또한 빌보드 필리핀 여성 음악 부문 "라이징 스타" 상을 최초로 수상했다.
2024년 6월 9일, Bini는 Spotify의 톱 아티스트 글로벌 차트에 193위로 진입하여 이 기록을 달성한 최초의 필리핀 아티스트가 되었다. 이 그룹은 또한 6월 14일 Spotify 필리핀의 Daily Top Artists 차트에서 테일러 스위프트를 제치고 1위를 차지한 최초의 필리핀 가수가 되었다. 그들은 또한 7월 27일 로스앤젤레스 크립토닷컴 아레나에서 열린 KCON LA 2024 사전 쇼에서 싱글 'Cherry on Top'을 선보이며 KCON 뮤직 페스티벌에서 공연한 최초의 필리핀 팝 가수가 되었다.
2024년 3월 8일 세계 여성의 날을 맞아 Bini는 여성 역량 강화에 대한 그룹의 헌신을 반영하여 탈라라완을 출시했다. EP는 "카레라"와 "판트로피코" 외에도 4개의 추가 곡으로 구성되었다. 3월 말까지 Bini는 Spotify에서 월간 청취자가 200만 명이 넘었으며 플랫폼에서 가장 많이 스트리밍된 여성 OPM 아티스트이자 가장 많이 스트리밍된 P-pop 그룹이 되었다.

## 그룹명
그룹의 이름은 "젊은 아가씨"를 의미하는 필리핀 단어 Bini(Binibini)에서 따왔는데, 이는 "다정하고, 맹렬하고, 독립적이며, 정보가 풍부한 현대 필리핀인의 아이디어를 구현한다"는 그룹의 비전에 고개를 끄덕이는 것이다.

### 팬덤
Bini의 팬은 "Bloom(s)"으로 알려져 있으며, 종종 BL∞M(S)로 양식화되며 Os를 대체하는 무한대 기호가 있다. 이번 스타일링은 그룹의 태그라인인 Walo hanggang dulo(끝까지 에잇)에서 영감을 얻었다. 'Bloom'이라는 이름은 Bini의 여정을 반영하며 '추운 시련 뒤에는 항상 아름다움이 있다는 봄의 시작'을 상징한다. 2021년 2월 13일 특별 발표 실시간 스트리밍 중 팬 제안을 통해 선정되었다.

## 내력

### 2018~2020: '스타헌트 아카데미'를 통한 결성
ABS-CBN의 엔터테인먼트 프로덕션 책임자인 로렌티 디오기는 "필리핀의 재능이 세계 무대에서 자리를 잡고 있다"는 믿음의 일환으로 슈퍼스타가 되고자 하는 젊은이들이 "자신의 능력을 발전시키거나 더욱 연마할 수 있는 훈련 캠프를 구성할 생각을 가지고 있었다"라고 말했다."
 2018년 ABS-CBN은 필리핀 전역의 16~19세 오디션 참가자 250명을 모은 스타헌트 아카데미(SHA)를 론칭했다. 이 오디션 참가자 풀에서 탤런트 스카우트의 추천을 받아 12명의 소녀로 구성된 첫 번째 여성 SHA 연습생이 선정되었다.  디오기는 당초 9인조 아이돌 걸그룹을 데뷔할 계획이었으나 결국 아이아 아르세타, 콜레트 베르가라, 말로이 리칼데, 그웬 아풀리, 스테이시 세비야, 미카 림, 조안나 로블레스, 쉬나 카타쿠탄. 등 8명의 소녀로 축소되었다. 8명의 멤버 중 2명(쉬나와 그웬)은 원래 Pinoy Big Brother: Otso의 동거인이었다.
이 그룹은 2019년부터 2020년까지 전문 보컬 코치이자 필리핀 대학교 음악 대학의 음성, 음악 연극 및 무용학과의 전 학과장이었던 키치 몰리나를 포함한 현지 코치 밑에서 훈련을 받았다. 오스트리아 태생의 댄스 코치인 미키 페르즈와 MU 닥터아카데미의 한국인 코치들.
그룹 Bini는 2019년 8월 3일 PBB 오쏘 빅나잇 온라인 프리쇼에서 SHA 연습생으로 데뷔했다. 그들은 2019년 8월 15일 타기그에서 열린 첫 번째 쇼핑몰 쇼에서 공연했다. 2019년 후반에 이 그룹은 청소년 대사로 임명된 전국 청소년 위원회 행사에 출연했다. 그들 2019 마닐라 동남아시안게임 감사 추수감사절 참여했다.
2020년 5월, 디오기는 영 JV와 게리 발렌시아노의 "Ngiti"(미소)에 맞춰 그룹이 노래하고 춤추는 공연 연습 영상을 트위터에 공개하여 훈련 진행 상황을 보여주었다. 2020년 8월에는 필리핀 K팝 컨벤션 해피 한류 데이 4 행사에 참가해 레드벨벳 'In & Out', 블랙핑크 'How You Like That', 트와이스 'More & More' 등 K팝 댄스 커버 무대를 펼쳤다.

### 2020년 프리데뷔 활동 '다 코코넛 넛'(Da Coconut Nut)'
Bini의 프리 데뷔 싱글을 위해 MU 닥터 아카데미와 한국 음악 프로덕션 그룹 Vo3e가 협력하여 국민 아티스트 라이언 카얍얍의 참신한 노래 "Da Coconut Nut"를 일렉트로팝 리메이크로 변형했다. 또한 MU 닥터 아카데미는 K팝 그룹에서 활동했던 안무가 문연주, 곽성찬과 협업해 안무를 탄생시켰다.
2020년 11월 6일, 그룹 공식 유튜브 채널을 통해 'Da Coconut Nut' 리메이크 공식 가사 영상이 공개됐다. 이어 11월 20일에는 공식 뮤직비디오가 공개됐다. Bini는 지난 11월 21일 정오 예능프로그램 '잇츠 쇼타임'(It's Showtime)'에서 'Da Coconut Nut'(다 코코넛 넛)을 라이브로 최초로 선보여 관객들의 큰 호응을 얻었다.
Bini는 2020년 12월 4일 스타매직, 스타뮤직과 전속계약을 체결했다.

### 2021~2022: 'Born to Win'으로 데뷔
Bini는 2021년 5월 4일, "Bini버스를 즐길 준비가 되셨나요?"라는 문구의 이미지로 이어지는 QR 코드를 통해 첫 공식 데뷔 티저를 공개했다. 그 후 데뷔로 이어지는 여러 티저가 이어졌다. 같은 달, 그들의 음반사 스타 뮤직은 "Born to Win"이라는 제목의 싱글로 그룹의 공식 데뷔를 발표했다. 6월 4일에 발매된 곡이다.
'Born to Win' 발매와 같은 날, 그룹은 KTX를 통해 데뷔 첫 번째 파트인 Bini: The Runway를 방송했다. 그룹은 필리핀 디자이너 '프란시스 리비란'(Francis Libiran)'이 그들을 위해 특별히 디자인한 창작물을 입으면서 패션과 음악을 결합했다. 같은 날 '메트로'는 메트로 화보에서 소녀들이 리비란 제작 의상을 입고 찍은 사진을 포함해 그룹 데뷔에 관한 기사를 게재했다.
Bini는 지난 6월 11일 데뷔 2부 'The Showcase'를 개최해 'Da Coconut Nut', 'Born to Win' 무대를 선보이며 팬들과 소통하며 미니 콘서트 체험을 선사했다. 또한 그룹은 세 가지 공연을 선보였다. 그웬과 쉬나는 KZ 탄딩안의 '숨바꼭질'(Tagu-Taguan)'을, 콜레트, 조안나, 말로이는 재닌 베르딘의 '축복'(Biyaya)'를, 아이아, 스테이시, 미카는 오리지널 랩 곡 "World War C"를 초연했다. , 이는 대유행 기간 동안의 회복력을 강조한다. 또한 이번 행사에서는 팬들에게 각 멤버의 여정을 엿볼 수 있는 기회를 제공하고 스타헌트 아카데미에서 강도 높은 훈련을 받는 영상도 선보였다. 같은 날 'Born to Win' 공식 뮤직비디오가 더 쇼케이스와 공식 유튜브 채널을 통해 공개됐다. Bini는 지난 6월 13일 ASAP에서 데뷔 그룹 첫 라이브 공연의 일환으로 'Born to Win'을 선보였다.
지난 8월에는 필리핀 K팝 컨벤션 해피한류 데이 5 행사에 참가해 'Born to Win' 외 다양한 K팝 댄스 커버 무대를 선보이기도 했다.
Bini는 데뷔 싱글 발매에 이어 지난 9월 10일 세 번째 정규 싱글 'Kapit Lang' '기다리다'을 발매했다. Bini는 지난 9월 30일 미스 유니버스 필리핀 2021 선발대회에서 'Born to Win'을 수정해 선보였다. 이 노래는 미인대회의 예비 수영복 및 이브닝 가운 대회의 공식 노래로도 사용되었다.
2022년 2월, 이 그룹은 두바이에 본사를 둔 잡지 '엑스페디션'(Xpedition)'의 표지에 "The Burgeoning Grace"로 소개되어 Bini를 형제 그룹 BGYO와 함께 최초의 필리핀 유명인 중 한 명으로 만들었다. NFT 잡지 표지이자 중동 지역 최초의 Metaverse를 통해 출시된다.
9월 29일, Bini는 5곡의 오리지널 곡과 2개의 보너스 트랙으로 구성된 2번째 정규 앨범 '기분이 좋다'(Feel Good)'을 발매했다. 여기에는 그룹의 풍선껌 팝 레퍼토리를 뛰어넘는 어둡고 진지한 톤의 싱글 '문자열'(Strings)'가 포함되었다.
10월 15일 Bini는 조나단 마날로(Jonathan Manalo)의 가요계 20주년을 기념하는 Mr. Music: 조나단 마날로의 히트곡(Mr. Music: The Hits of Jonathan Manalo) 콘서트에서 공연했다. 다양한 예술가들이 참여한 이번 행사는 파사이의 뉴포트 공연예술극장에서 열렸다.

### 2023~현재: 국내 성공, '판트로피코'(Pantropiko) 열풍과 탈라아라완(Talaarawan)
2023년 말, Bini는 데뷔 확장 플레이(EP) 탈라라완(일기)의 프로모션 트랙으로 싱글 "카레라"(경주) 및 "판트로피코"(열대 섬)를 발표했다. "카레라"(경주)는 주제와 학생들 사이에서 공감되는 가사로 인해 학교 졸업식에서 널리 인식되었다. 2024년 4월, "판트로피코"는 Spotify 필리핀의 '일일 인기곡'(Daily Top Songs)' 차트에서 1위를 차지했으며 필리핀의 여름 찬가로 간주되었다. 2024년 7월 '판트로피코'는 Spotify와 YouTube Music에서 스트리밍 1억 회를 달성했다.
Bini는 동료 P팝 걸그룹 G22와 함께 레이 장(Lay Zhang)이 진행하는 중국 리얼리티 쇼잇올(Show It All)에 출연했다. 지난 4월 25일과 5월 2일 방송된 방송에서는 '카레라', 'Feel Good', '판트로피코' 무대를 선보였다.
지난 6월, Bini는 Spotify의 톱 아티스트 글로벌 차트에 진입하여 193위에 올랐다. 6월 10일, Bini가 웹사이트를 개설했다 7월 11일 발매 예정인 새 싱글 'Cherry on Top'을 발매할 계획을 밝혔다. 그룹은 6월 11일 마카티의 원 아얄라(One Ayala)에서 데뷔 3주년을 기념하기 위해 첫 번째 '내셔널 해피 Bini 데이(National Happy Bini Day)'를 개최했다. 필리핀 독립 126주년이 되는 6월 12일, Bini는 퀴리노 관람석 (Quirino Grandstand) 에서 필리핀 정부가 주최한 축제에서 공연했다. 무질서한 군중으로 인한 안전 문제로 인해 공연이 중단되어 일부 참석자에게 의료 응급 상황이 발생했다. 6월 14일, Bini는 테일러 스위프트를 제치고 Spotify의 데일리 탑 아티스트 필리핀 (Daily Top Artists Philippines) 차트에서 1위를 차지한 최초의 필리핀 아티스트가 되었다. 일주일 후, 그들은 또한 스포티파이 필리핀 (Spotify Philippines)의 주간 톱 아티스트 (Weekly Top Artists) 차트에서 1위를 차지했다.